# セントジョン川方面作戦

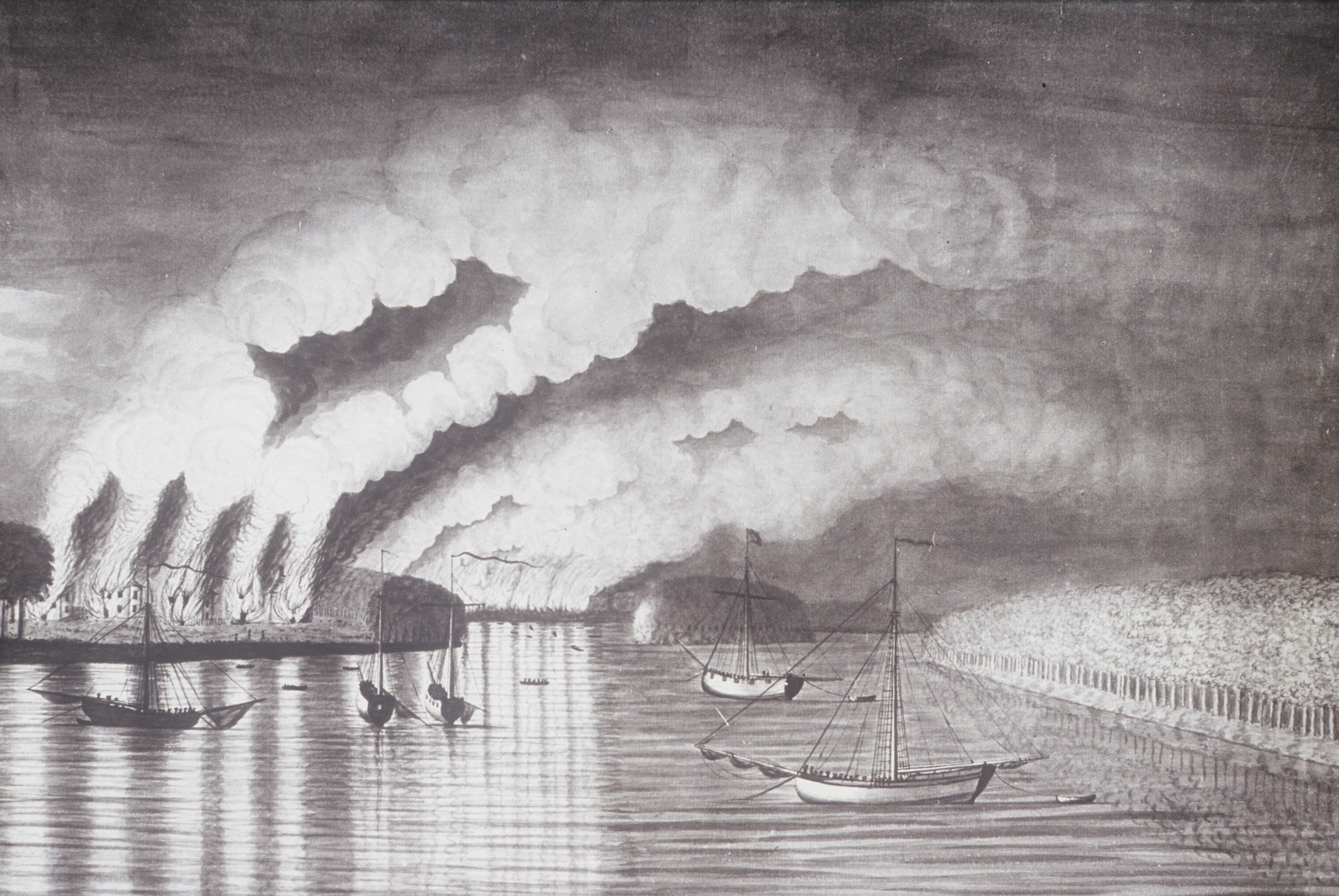
グリムローズ（現在のニューブランズウィック州ゲイジタウン）奇襲。アカディア人追放と同時代に描かれた作品で、唯一現存するものである。

セントジョン川方面作戦（セントジョンがわほうめんさくせん、St. John River Campaign）は、フレンチ・インディアン戦争中の軍事作戦である。1759年の2月、イギリス軍の大佐ロバート・モンクトンが、1,150人の部隊を率いて、サンタンヌ・ペ・バ（現在のニューブランズウィック州フレデリクトン）に着くまでの間、セントジョン川に沿ったアカディアの集落を破壊したもので 、この時モンクトンには、ジョセフ・ゴアハム、ベノニ・ダンクス、モーゼス・ヘイゼン、そしてジョージ・スコットに率いられたアメリカン・レンジャーズが同行していた 。また海軍の指揮官シルバヌス・コッブもアカディア人追放に協力していた。
ある歴史家は、1758年の夏の終わり、追放されたアカディア人の数が非常に増えたと指摘している。サンジャン島方面作戦、セントローレンス湾方面作戦、ケープ・サーブル島の作戦やプティクーディアク川方面作戦と並行して、イギリス軍がセントジョン川をも標的としたためである。

## 歴史的背景

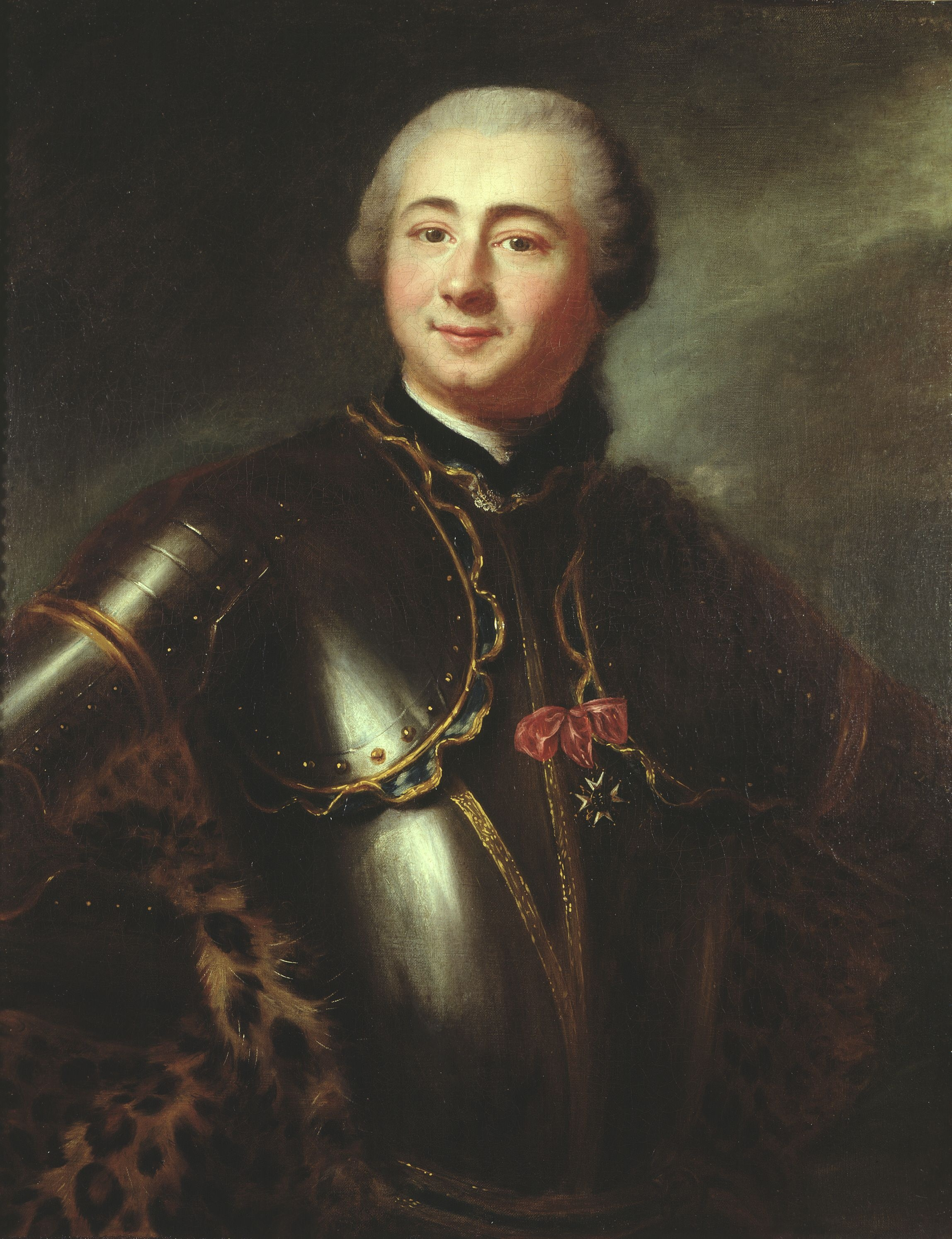
シャルル・デシャン・ド・ボワシェール・エ・ド・ラフェト (1753年)

1710年の、イギリス軍のアカディア征服から45年間、アカディア人は、イギリスへの絶対的忠誠を強いる誓文の署名を拒み続け、民兵として様々な対イギリス作戦に参加し、フランスの砦であるルイブールやボーセジュールへの補給線維持に努めた。フレンチ・インディアン戦争中、イギリス軍は、アカディア人たちの見せかけの武力を打ち砕き、彼らを追放することによって、ルイブール砦への補給線を中断した。
セントジョン川の渓谷にアカディア人が住むようになったのは、17世紀の始めだった。1710年のアカディア征服の後、アカディア人たちは（イギリス領になった）ノバスコシア半島から、フランス領のセントジョン川に移住した。この移住した人々が、イギリスに対して最も強く抵抗したと考えられている。1748年の時点では、セントジョン川流域には、フランス語を話す12世帯が住んでいるだけだった。それから10年間で、セントジョン川沿いに住むアカディア人が急速に増え、沿海諸州のアカディア人集落の中心となり、サンタンヌを中心にアカディア人家族約100世帯が住んでいた。その多くは、早い時期の追放作戦、たとえばサンジャン島作戦などで逃げ出した人々だった。ここには約1,000人のマリシート族もいた。
アカディア人追放の第一波（ファンディ湾作戦）は1755年に始まった。追放作戦の間中、セントジョン川の渓谷はアカディアとアルゴンキン語族のイギリスへの対抗勢力の拠点となり、その指揮官は、フランス民兵の士官であるシャルル・デシャン・ド・ボワシェール・エ・ド・ラフェトであった。

## フレデリック砦建設と奇襲

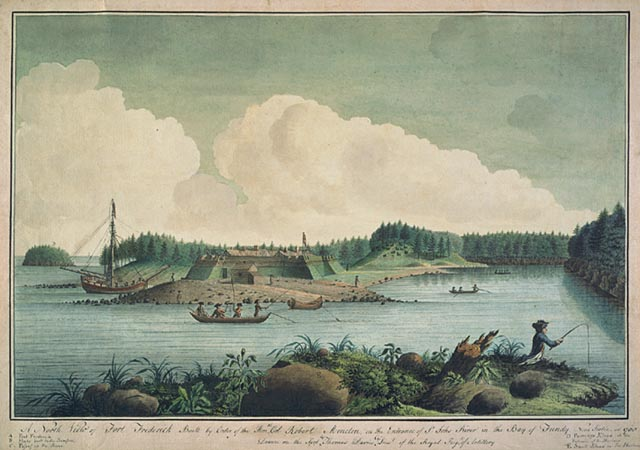
フレデリック砦の建設

1758年9月13日、モンクトンと正規兵およびレンジャーズはハリファックスを発って、1週間後にセントジョン川河口に到着した。この地域に建てられていたモナグーシュ砦は1755年に破壊されていたが、砦の跡地から、数人の民兵が到着したイギリス軍に砲撃を行い、船で上流へ逃げた。追跡しようとした戦闘用のスループ艦、プロビデンスは、リバーシングフォールズで難破した 。

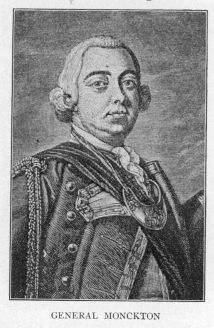
ロバート・モンクトン

モンクトンは、モナグーシュ砦を再建して新しい作戦本部を建て、そこをフレデリック砦と名付けた 。この砦建設により、セントジョン川の集落への連絡と補給とは事実上断たれた 。
この時モンクトンに同行していたアメリカン・レンジャーズには3つの小隊があり、それぞれの指揮官はジョセフ・ゴアハム、ベノニ・ダンクスそしてジョージ・スコットだった。モンクトンと部隊とがセントジョン川に姿を現した時に、ボワシェールは退却した。
10月1日、モンクトンは、正規兵やレンジャーズと共に、リバーシングフォールズの上流を船で立ち、2日後にグリムローズの集落に着いた。ここに1755年に移住してきた50世帯は、立ち退きを余儀なくされていた。モンクトンの部隊は家屋や建物を焼き、畑に火を付け、すべての家畜を殺した 。その2日後、モンクトンはニューブランズウィックのジェムセグの集落を、あとかたもなく焼きつくしてから、セントジョン川のフレデリック砦に戻った。

### サンタンヌ・ペ・バ奇襲

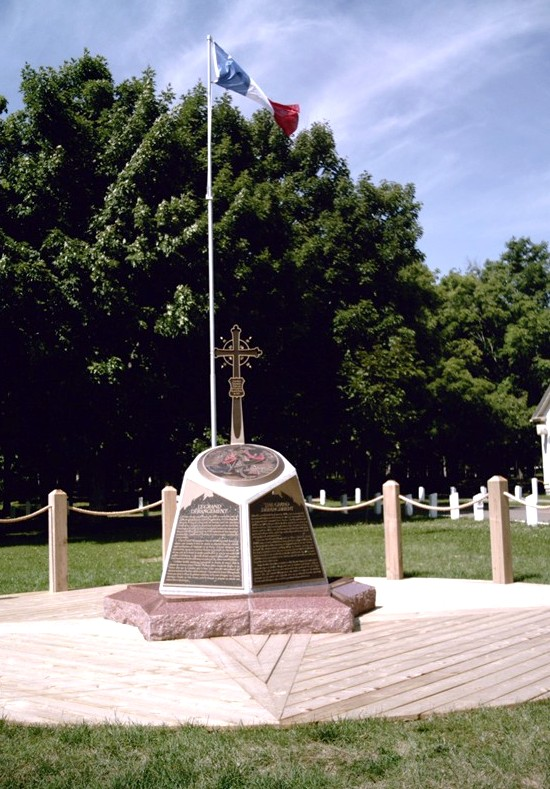
アカディア人追放のモニュメント

モンクトンはサンタンヌ・ペ・バに長く滞在することはなかった、冬が間近に迫っていたからである。氷結した川に行く手を阻まれるのを恐れて、モージェヴィユに向かい、フレデリック砦に戻ってから、ハリファックスに30世帯のアカディア人を捕虜として連行した。ハリファクス砦の駐屯隊長には、少佐のロバート・モリスが就任した。
約3箇月後の1759年2月、モンクトンはかんじきを履かせたレンジャーたちを分遣し、サンタンヌポワンに向かわせた。2月18日、サンタンヌ・ペ・バに到着したヘイゼンと約15人のレンジャーは、集落のものを略奪してから火をつけ、147の家屋や建物を焼いた。2つの集会所（マスハウス）や、すべての納屋や家畜小屋も焼かれ、大規模な倉庫にも火がつけられて、蓄えてあった干し草、小麦、エンドウ豆、大麦などが燃やされ、212頭の馬と5頭の牛、多くの豚などが殺された。また教会も焼かれた。（この教会はフレデリクトンの旧政庁のすぐ西の位置にあった）。
また、レンジャーたちもインディアン同様に、6人のアカディア人捕虜の頭皮を剥いだ。アカディア人生存者のジョゼフ・ゴダン＝ベルフォンテーヌの手記には、ゴダン＝ベルフォンテーヌ自身がレンジャーたちに拘束され、目の前で家族が惨殺されたと書かれている。ゴダン＝ベルフォンテーヌの証言には、他にも裏付けとなる一次出典がある。フランス軍が、インディアン兵を雇ってイギリス兵の頭皮を剥がせる一方で、イギリス軍はアメリカン・レンジャーズに「インディアンの」頭皮を剥がせた。この当時、英仏双方の連隊は辺境での戦いに熟練しておらず、一方インディアンやレンジャーは熟練していた。イギリス軍士官のコーンウォリスやアマーストは、レンジャーやミクマク族の戦術に危機感を抱いていた。この当時、アカディア人による頭皮狩りは沿海諸州だけに見られた。ニューイングランド兵も、一時期沿海諸州でインディアンの頭皮を剥いだが、イギリス軍は、ロワイヤル島のフランス軍がしていたような、ヨーロッパ人の子孫の頭皮を剥ぐことを認めなくなっていた。
1759年5月18日、何人かの兵が、フレデリック砦の外へ釣りに出かけた際、インディアン兵の攻撃を受け、兵たちは城塞の中へと逃げ込んだが、1人が逃げ遅れて連れ去られた。6月15日にも、他の兵たちが、川釣りに出かけたところをアカディア人とインディアンに待ち伏せされた。双方が競り合っている間、砦の範囲内のスループから砲撃が行われ、一方で砦からも砲撃があった。兵たちの1人が殺されて頭皮を剥がれ、もう一人が重傷を負った。他の兵たちがアカディア人たちを追跡したが、見つからなかった。
フレデリック砦の指揮官は、アカディアの集落が壊滅したことを確信できず、1759年の7月から9月の間に、少なくとも3つの分遣隊が、セントジョン川の上流のサンタンヌに送られた。兵たちは道すがらアカディア人を何人か捕まえ、家を焼き、作物を台無しにし、そして家畜を惨殺した。9月には90人以上の部隊が派遣された。オロモクト川に沿った現在のフレンチ・レイクで、分遣隊はアカディア人の激しい抵抗に遭い、レンジャーが7人これで戦死した。

## その後のアカディア人

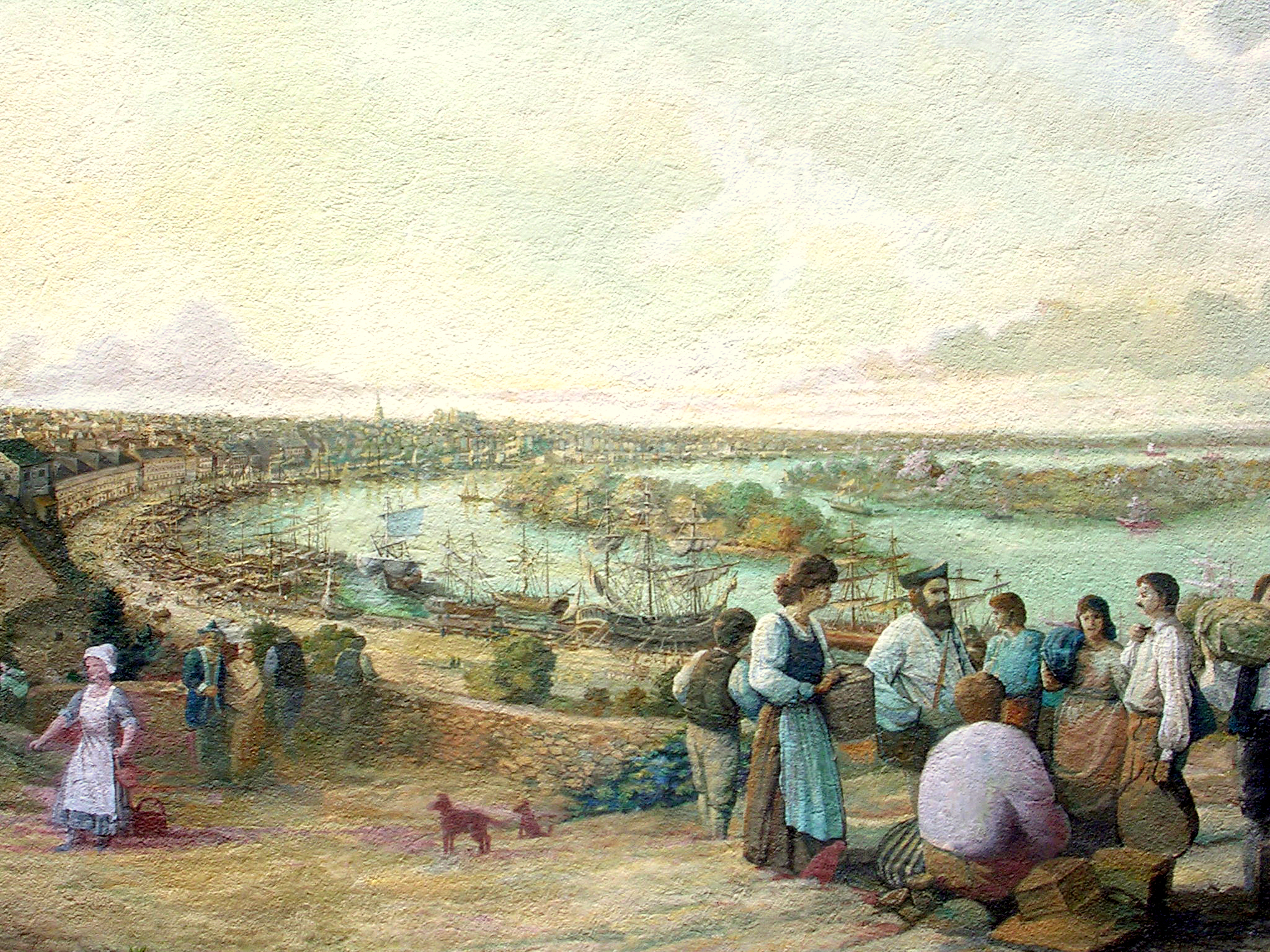
シャントネ（現在のナント）に移住したアカディア人

イギリス軍の補給路断絶作戦で、集落に残ったわずかなアカディア人は食糧不足にあえいだ。ヌーベルフランス総督ヴォードルイユは、1,600人のアカディア人が、1759年にケベックに移住してきたと伝えている。同じ1759年の冬、ケベックも食糧不足で、天然痘が大流行し、これでアカディアからの移住者300人以上が命を落とした。
同じ1759年の冬、セントジョン地域からケベックに来た難民29人がセントローレンス川を上り、ベカンクールに自分たちの集落を作った。
エイブラハム平原の戦いの後、1759年9月18日にアカディア人の抵抗も終わった。セントジョン川のマリシート族とアカディア人はフレデリック砦と、カンバーランド砦でイギリス軍に降伏した。1760年の1月2日、フレデリック砦に集まったアカディア人の男の大部分が、その翌日には女と子供とが集まって、船でハリファックスに向かった。アカディア人たちは、ハリファックスに到着してから1週間以内に、フランスへ向かった。
1762年、セントジョン川の駐屯隊長を務めていた中尉ギルフォード・スタッドホルムは、ニューイングランドから新しくやって来る入植者のために、残っていたアカディア人を移住させようとしたが、これはうまく行かなかった。

### 二次出典
- Patterson, Stephen E. 1744-1763: Colonial Wars and Aboriginal Peoples. In Phillip Buckner and John Reid (eds.) The Atlantic Region to Conderation: A History. Toronto: University of Toronto Press. 1994. pp.125-155
- Campbell, Gary. The Road to Canada: The Grand Communications Route from Saint John to Quebec. Goose Lane Editions and the New Brunswick Military Heriage Project. 2005
- John Grenier. The Far Reaches of Empire: War in Nova Scotia, 1710-1760. Oklahoma University Press.pp. 199–200
- Geoffrey Plank. "New England Soldiers in the Saint John River Valley: 1758-1760" in New England and the Maritime provinces: connections and comparisons By Stephen Hornsby, John G. Reid. McGill-Queen's University Press. 2005. pp. 59–73
- John Faragher. A Great and Nobel Scheme. Norton. 2005. p. 405.
- William O. Raymond. The River St. John: Its Physical Features, Legends and History from 1604 to 1784. St. John, New Brunswick. 1910. pp. 96-107
- Le village acadien de la Pointe-Sainte-Anne (Fredericton), Fidèle Thériault
- L.M.B. Maxwell An Outline of the History of Central New Brunswick to the Time of Confederation, 1937. (Republish in 1984 by the York-Sunbury Historical Society.)
- Macfarlane, W. G. Fredericton History; Two Centuries of Romance, War, Privation and Struggle, 1981